# Gudmundite
La gudmundite è un minerale appartenente al gruppo dell'arsenopirite.